# Categorías de clasificación de atracciones turísticas de China

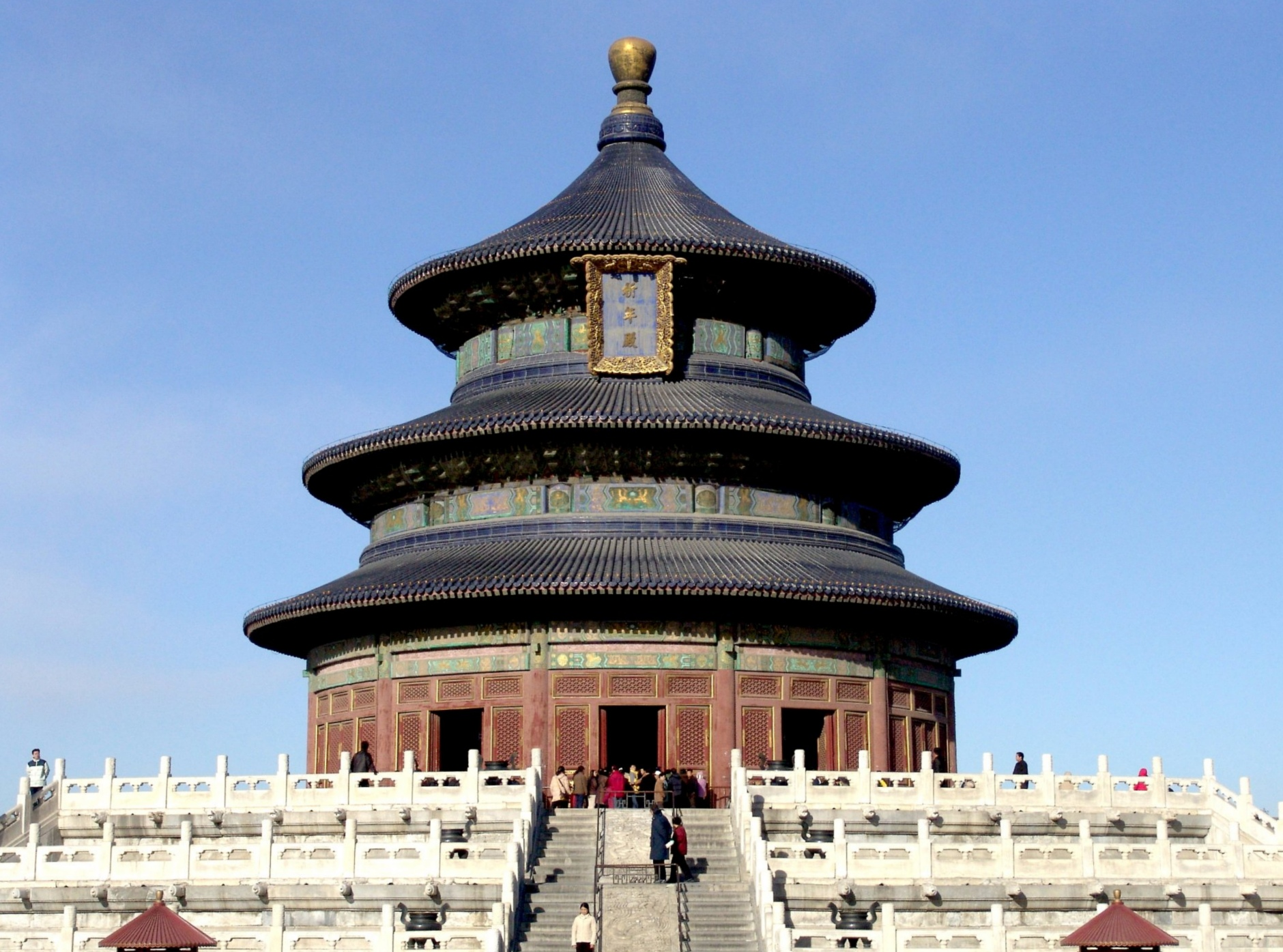
Templo del Cielo, una atracción turística clasificada AAAAA en Pekín

Las categorías de clasificación de atracciones turísticas de China  (en chino tradicional, 旅遊景區質量等級; en chino simplificado, 旅游 景区 质量 等级; pinyin, Lǚyóu Jǐngqū Zhìliàng Děngjí; literalmente, ‘Ranking de calidad de áreas escénicas turísticas’) son un sistema de clasificación utilizado por las autoridades chinas para determinar la calidad de la atracción turística con respecto a sus iguales en términos de importancia, seguridad, limpieza, saneamiento y transporte.
Se divide en las siguientes cinco categorías:
- A (o 1A, el nivel más bajo), AA (2A), AAA (3A), AAAA (4A) y AAAAA (5A, el nivel más alto).

## Evaluación
Las categorías se otorgan sobre la base de, entre otros factores, la importancia de los sitios, el transporte, los tours, así como cuestiones relacionadas con la seguridad, la limpieza y el saneamiento. El sistema fue creado en 1999 y ampliado en 2004 (cuando se introdujo la categoría AAAAA). Las calificaciones son administradas por la Administración Nacional de Turismo de China (CNTA, por su nombre en inglés China National Tourism Administration; en chino tradicional, 國家旅游局; en chino simplificado, 国家旅游局; pinyin, Guójiā lǚyóu Jú) y se basan en el código «Categorías y Clasificación Estándar de Atracciones Turísticas» (Categories and Rating Standard of Tourist Attractions).

## Atracciones AAAAA
La Administración Nacional de Turismo de China recogió, en su web oficial el 22 de mayo, la noticia de que el Museo del Palacio Nacional, en Pekín, y otros 66 lugares pintorescos más fueron aprobados como atractivos turísticos nacionales 5A. La selección se realizó a través de la inspección in situ y de las recomendaciones del grupo delegado por el comité de clasificación de calidad de lugares turísticos nacionales.
Las organizaciones de evaluación de los distintos puntos turísticos provinciales recomendaron 106 unidades a la Administración Nacional de Turismo como atracciones turísticas de clase 5A, dentro del plazo especificado. En la etapa de la última evaluación, se aceptaron las siguientes 66 unidades.
| Áreas pintorescas (escénicas) AAAAA (AAAAA Scenic Areas) | |
| Anhui                                                    | Área pintoresca de los montes Huang de Huangshan Área pintoresca del monte Jiuhua de Chizhou |
| Pekín                                                    | Museo del Palacio Nacional Templo del Cielo Palacio de verano Sección de la Gran Muralla de Badaling |
| Chongqing                                                | Esculturas rupestres de Dazu las pequeñas Three Gorges the little-little Three Gorges del monte Wushan |
| Fujian                                                   | Área pintoresca de la isla Gulangyu de Xiamen Área pintoresca del monte Wuyi de Nanping |
| Gansu                                                    | Área pintoresca Jiayuguan Cultural Relics en Jiayuguan Área pintoresca de Kongtong en Pingliang |
| Guang Dong                                               | Chime-long Paradise of Guangzhou Overseas Chinese Town en Shenzhen |
| Guang Xi                                                 | Río Lijiang en Guilin Guilin Merryland Resort |
| Guizhou                                                  | Área de turismo Cascada Huangguoshu en Anshun Área de turismo Palacio del Dragón en Anshun Yunan: Stone Forest Scenic Area en Kunming Área pintoresca montaña Nevada Yulong en Lijiang                                                                 |
| Hainán                                                   | Área de turismo Cultural Nanshan en Sanya, Nanshan Big Área pintoresca Small Cave en Sanya |
| Hebei                                                    | Área pintoresca Shanhaiguan Lago Baiyandian el Resort del Palacio de Verano y templos aledaños |
| Heilongjiang                                             | Parque Isla Harbin Sun |
| Henan                                                    | Área pintoresca del monte Song Shaolin de Dengfeng Área pintoresca de las grutas de Longmen de Luoyang Área pintoresca de la montaña Yuntai de Jiaozuo                                                                                                 |
| Hubei                                                    | Tres Gargantas en Yichang Torre de la Grulla Amarilla en Wuhan |
| Hunan                                                    | Montaña Nanyue en Hengyang Área de turismo Zhangjiajie Wulingyuan |
| Jiangsu                                                  | Área pintoresca del Mausoleo de Sun Yat-sen en la colina Zhongshan CCTV Wuxi Film/TV Studio used for the shooting of The Three Kingdoms and Water Margins Humble Administrator's Garden in Suzhou Zhouzhuang Town area de la Ciudad de Suzhou (río Wu) |
| Jiangxi                                                  | Área pintoresca del monte Lu de Jiujiang Área pintoresca de la montaña Jinggang de Ji’an City |
| Jiling                                                   | Museo del Palacio Real de Manchukuo Área pintoresca del monte Changbai |
| Liao Ning                                                | Jardín botánico de Shenyang Dalian polar aquarium de Tiger Beach Ocean Park |
| Ningxia                                                  | Área pintoresca lago Arena en Shizuishan Área pintoresca Shapotou en Zhongwei |
| Shaanxi                                                  | Guerreros de terracota y caballos en Xi’an Huaqing Hot Spring en Xi’an Área pintoresca The Yellow Emperor's Tomb en Yan’an |
| Shandong                                                 | Área de turismo Pabellón Penglai de Yantai Área pintoresca Three Kongs de Jining Área pintoresca del monte Tai de Tai’an |
| Shanghái                                                 | Torre Perla Oriental Shanghai Wildlife Park |
| Shanxi                                                   | Grutas de Yungang Monte Wutai |
| Sichuan                                                  | Monte Qingcheng y sistema de irrigación de Dujiangyan en Chengdú Área pintoresca Montaña Emei en Leshan Área de turismo Jiuzhaigou en la Prefectura autónoma tibetana y qiang de Ngawa                                                                 |
| Tianjin                                                  | Tianjin Ancient Culture Street Área pintoresca de Panshan |
| Zhejiang                                                 | Área pintoresca del West Lake de Hangzhou Área pintoresca del monte Yandang de Wenzhou Área pintoresca del monte Putuo de Zhoushan |
| Xinjiang                                                 | Tianchi en las montañas Tianshan de Urumchi Área pintoresca del valle Grape en Tulufan Área pintoresca del Resort lago Kanasi en el área de Aletai |